# Tropidocephala maculosa
Tropidocephala maculosa är en insektsart som beskrevs av Matsumura 1907. Tropidocephala maculosa ingår i släktet Tropidocephala och familjen sporrstritar. Inga underarter finns listade i Catalogue of Life.